# 三合镇 (天台县)
三合镇，中国浙江省天台县下辖的一个镇。

## 辖区
该镇辖有：	黄务村、洋头村、下路王村、下坊村、下宅张村、寺前村、亭头村、新村、朗树前村、建设村、灵一村、灵风村、联合村、文岙村、山头洋村、岩店村、大横金村、大横村、塘上村、塘下村、峇酉村、同宜村、下峧村、岭头周村、灵东村、箬山村、上山村、宝山村、四新村、下涧溪村、塘联村、